# Willy Böckl
Willy Böckl, född 27 januari 1893 och död 22 april 1975, var en österrikisk konståkare som bland annat tog två olympiska silvermedaljer och vann Världsmästerskapen i konståkning fyra gånger. Efter att han slutat med konståkning flyttade han till USA och blev tränare.